# Realeza (Paraná)
Realeza est une municipalité brésilienne située dans l'État du Paraná.